# Ecclinusa bullata
Ecclinusa bullata är en tvåhjärtbladig växtart som beskrevs av Terence Dale Pennington. Ecclinusa bullata ingår i släktet Ecclinusa och familjen Sapotaceae. IUCN kategoriserar arten globalt som livskraftig. Inga underarter finns listade i Catalogue of Life.